# Caso Lavon

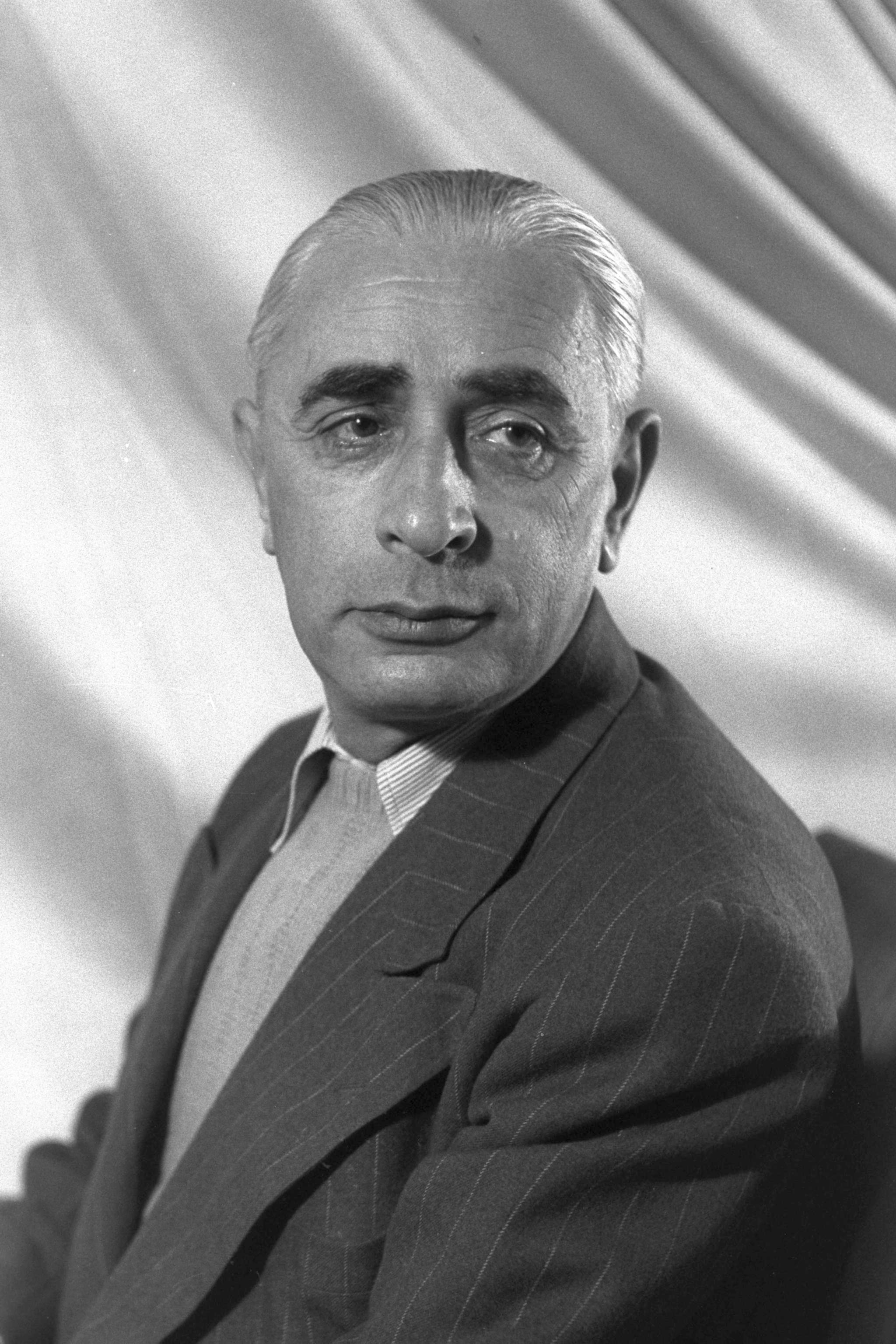
Pinhas Lavon

O Caso Lavon foi uma operação secreta israelense fracassada, com codinome Operação Susannah, conduzida no Egito no verão de 1954. Nesta operação de bandeira falsa, um grupo de judeus egípcios foi recrutado pela inteligência militar israelense para plantar bombas em alvos civis egípcios, americanos e britânicos, tais como cinemas, bibliotecas e centros educacionais americanos, para depois atribuir os ataques à Irmandade Muçulmana, a comunistas egípcios e a "descontentes não especificados" ou "nacionalistas locais", com o objetivo criar um clima de violência e instabilidade que induzisse o governo britânico a preservar suas tropas no Canal de Suez do Egito.
A operação previu a explosão das bombas após o horário de fechamento dos locais alvejados e, por esse motivo, não houve vítimas entre a população civil, mas quatro integrantes do grupo executor do atentado morreram – dois membros da célula que organizou a ação, que se suicidaram após serem capturados, e dois agentes envolvidos, julgados, condenados e executados pelas autoridades egípcias.[carece de fontes?]
A operação ficou conhecida como Caso Lavon por causa do ministro da Defesa israelense Pinhas Lavon, que teve de renunciar ao cargo em razão do incidente. Israel negou publicamente qualquer relação com o incidente até 2005, quando os agentes sobreviventes da operação receberam certificados de agradecimento do presidente israelense Moshe Katsav por seus atos.